# Francesco Pizzi
Francesco Raffaele Pizzi (Roma, 12 de novembro de 2004) é um automobilista italiano. Ele foi vice-campeão do Campeonato Italiano de Fórmula 4 em 2020.

## Carreira

### Fórmula Regional
Em dezembro de 2020, Pizzi participou do teste de pós-temporada para estreante do Campeonato de Fórmula Regional Europeia com a equipe ART Grand Prix, ao lado de Gabriele Minì e Grégoire Saucy. Depois de um segundo teste no final daquele mês, onde Pizzi retornou à Van Amersfoort Racing e estabeleceu a terceira volta mais rápida do dia, a equipe neerlandesa confirmou Pizzi como um de seus pilotos para a temporada de 2021. O italiano marcou seus primeiros pontos da temporada no circuito de Zandvoort, terminando em quinto lugar na segunda corrida. Mais um ponto foi conquistado no Red Bull Ring, ajudando Pizzi a terminar em 20º na classificação geral. Após o término da temporada, Pizzi anunciou sua saída da Van Amersfoort Racing e participou dos testes de inverno com a equipe Arden em Barcelona, com a R-ace GP em Paul Ricard e Monza, com a MP Motorsport no segundo teste de Barcelona e com a FA Racing em Mugello.

### Fórmula 3
Para 2022, Pizzi avançou para o Campeonato de Fórmula 3 da FIA, fazendo parceria com László Tóth e Ayrton Simmons na equipe Charouz Racing System. Pizzi marcou seus primeiros e únicos pontos do ano, ao terminar na décima colocação durante a corrida rápida em Ímola. Em Spa-Francorchamps, Pizzi se classificou em um surpreendente terceiro lugar. Durante a corrida longa, Pizzi foi empurrado para o lado e, mais tarde, Kush Maini girou-o, o que o fez cair para trás do grid e, com isso, Pizzi terminou em 21º. No geral, Pizzi foi o único piloto da Charouz a marcar um ponto para a equipe naquele ano, tendo terminado em 27º na classificação final, ele foi o último colocado da tabela a somar pontos.
No final da temporada de 2022, Pizzi participou dos testes de pós-temporada com a equipe Campos Racing no primeiro e no último dia, respectivamente.